# Károlyszeg
Károlyszeg (horvátul: Bogdanovec) falu Horvátországban, Muraköz megyében. Közigazgatásilag Felsőmihályfalvához tartozik.

## Fekvése
Csáktornyától 11 km-re északnyugatra, községközpontjától Felsőmihályfalvától 1 km-re délnyugatra a Muraközi-dombság területén, a szlovén határ mellett fekszik.

## Története
A települést 1478-ban "Bogdanowecz" néven említik először. A csáktornyai uradalomhoz tartozott.
1477-ben Hunyadi Mátyás Ernuszt János budai nagykereskedőnek és bankárnak adományozta, aki megkapta a horvát báni címet is. 1540-ben a csáktornyai Ernusztok kihalása után az uradalom rövid ideig a Keglevich családé. A csáktornyai uradalom részeként területe 1546-ban I. Ferdinánd király adományából a Zrínyieké lett. 
Miután Zrínyi Pétert 1671-ben felségárulás vádjával halálra ítélték és kivégezték minden birtokát elkobozták, így a birtok a kincstáré lett. III. Károly a Muraközzel együtt 1719-ben szolgálatai jutalmául elajándékozta Althan Mihály János cseh nemesnek. 1791-ben az uradalommal együtt gróf Festetics György vásárolta meg és ezután 132 évig a tolnai Festeticsek birtoka volt.
Vályi András szerint " BOGDANOVECZ. Horvát falu Szala Vármegyében, földes Ura Gróf Festetich Uraság, lakosai katolikusok, fekszik Mihalievetznek szomszédságában, mellynek filiája, határbéli földgyeinek soványságához képest, harmadik Osztálybéli."
1910-ben 171, túlnyomórészt horvát lakosa volt. 1920 előtt Zala vármegye Csáktornyai járásához, majd a Szerb-Horvát-Szlovén Királyság része lett, mely 1929-ben felvette a Jugoszlávia nevet. 1941 és 1945 között ismét Magyarországhoz tartozott. 1991 óta a független Horvátország része. 2001-ben 145 lakosa volt.

## Külső hivatkozások
- Felsőmihályfalva község hivatalos oldala
- Felsőmihályfalva község a Muraköz információs portálján